# Aeroportul Lake City Gateway
Aeroportul Lake City Gateway (IATA: LCQ, ICAO: KLCQ, FAA LID: LCQ) este un aeroport din Florida, Statele Unite ale Americii ce deservește zona Lake City⁠(d). Aeroportul a fost tranzitat în 2017 de 4 pasageri. A fost numit după zona deservită.
Situat la o altitudine de 61 m, aeroportul dispune de 2 piste.

## Infrastructură

### Piste
Aeroportul dispune de 2 piste. Pista 05/23 are suprafața de asfalt și dimensiunile 4.000 picioare × 75 picioare. Pista 10/28 are suprafața de asfalt și dimensiunile 8.003 picioare × 150 picioare. 